# 克爾科諾謝國家公園 (波蘭)

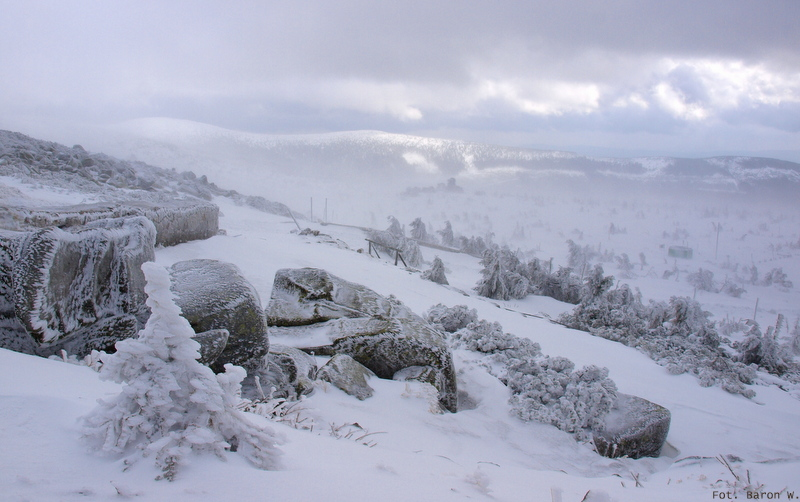

克爾科諾謝國家公園是波蘭的國家公園，位於該國西南部，由下西里西亞省負責管轄，毗鄰與捷克接壤的邊境，始建於1959年，面積56平方公里，最高點海拔高度1,602米。

## 外部連結
- Karkonoski National Park official website （页面存档备份，存于）
- The Board of Polish National Parks
- Opera Corcontica - Scientific Journal from the Krkonoše National Park

50°46′N 15°39′E / 50.767°N 15.650°E